# Dentergem
Dentergem là một đô thị ở tỉnh West Flanders. Đô thị này gồm các thị trấn Dentergem, Markegem, Oeselgem và Wakken. Tại thời điểm ngày 1 tháng 1 năm 2006, Dentergem có dân số 8.188 người. Tổng diện tích là 25,94 km² với mật độ dân số là 316 người trên mỗi km².

## Lien ket ngoai
- Trang mạng chính thức  Lưu trữ ngày 19 tháng 6 năm 2006 tại Wayback Machine - Chỉ bằng tiếng Hà Lan